# Manihot quinquefolia
Manihot quinquefolia är en törelväxtart som beskrevs av Johann Baptist Emanuel Pohl. Manihot quinquefolia ingår i släktet Manihot och familjen törelväxter. Inga underarter finns listade i Catalogue of Life.